# کازوکی سومییشی
کازوکی سومییشی (انگلیسی: Kazuki Sumiishi؛ زادهٔ ۱۲ مهٔ ۱۹۹۷) بازیکن فوتبال اهل ژاپن است.